# Syrské války
Syrské války byly sérií šesti ozbrojených konfliktů mezi dvěma helénskými mocnostmi, Seleukovskou říší a Ptolemaiovským Egyptem, tedy dvěma nástupnickými státy mocné Makedonské říše. Války proběhly ve 3. a 2. století př. n. l., přesněji v letech 274–168 př. n. l. Ve válkách šlo o ziskání kontroly nad územím zvaným Koile Sýrie (dnešní jižní Sýrie a Libanon). Tyto konflikty vyčerpaly obě strany a urychlily tak jejich zničení a dobytí Římem a Parthskou říší. Okrajově se o těchto válkách mluví v biblických makabejských knihách.

## Prolog

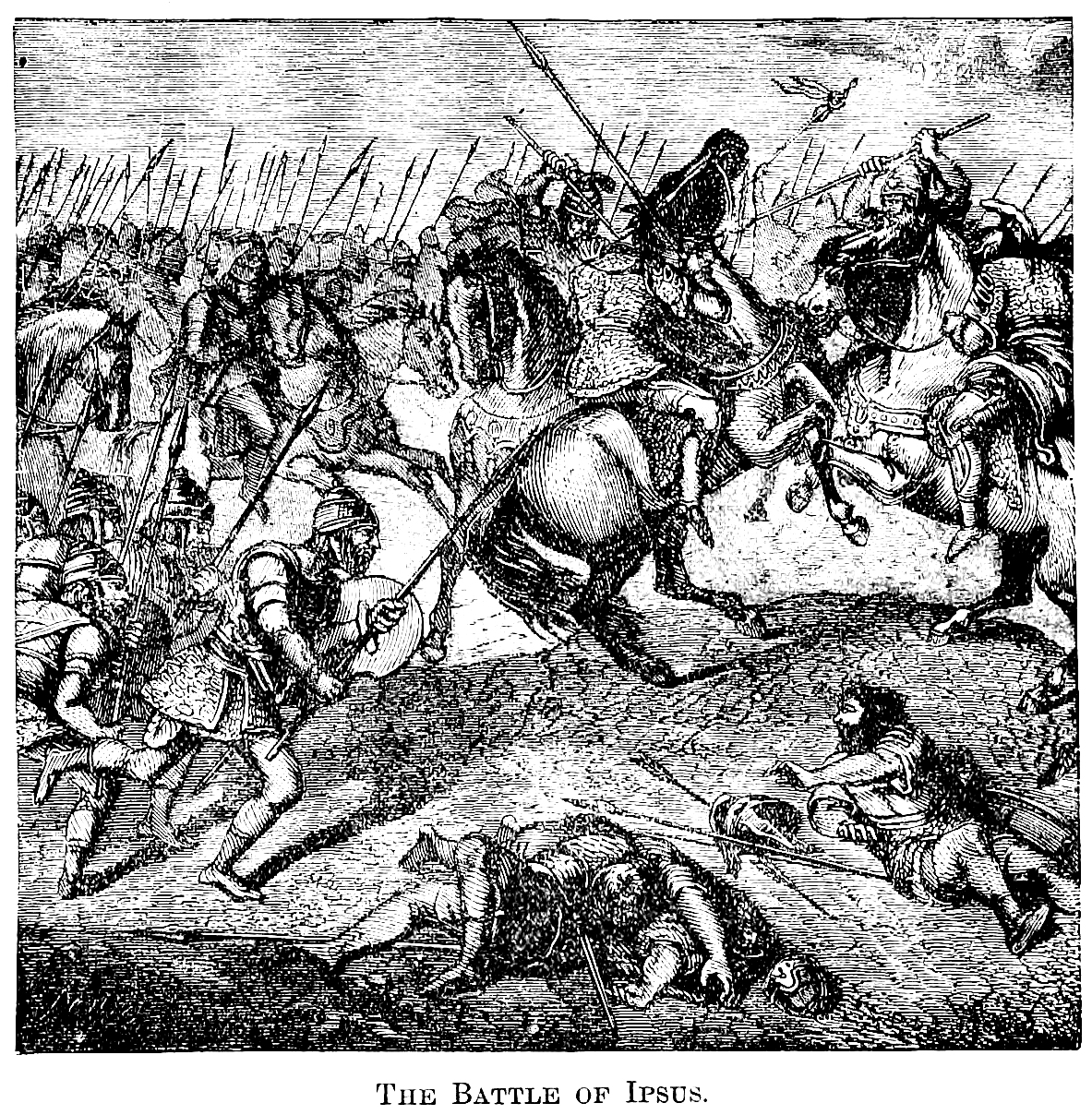
Bitva u Ipsu, jedna z největších ve starověku, změnila celý antický svět

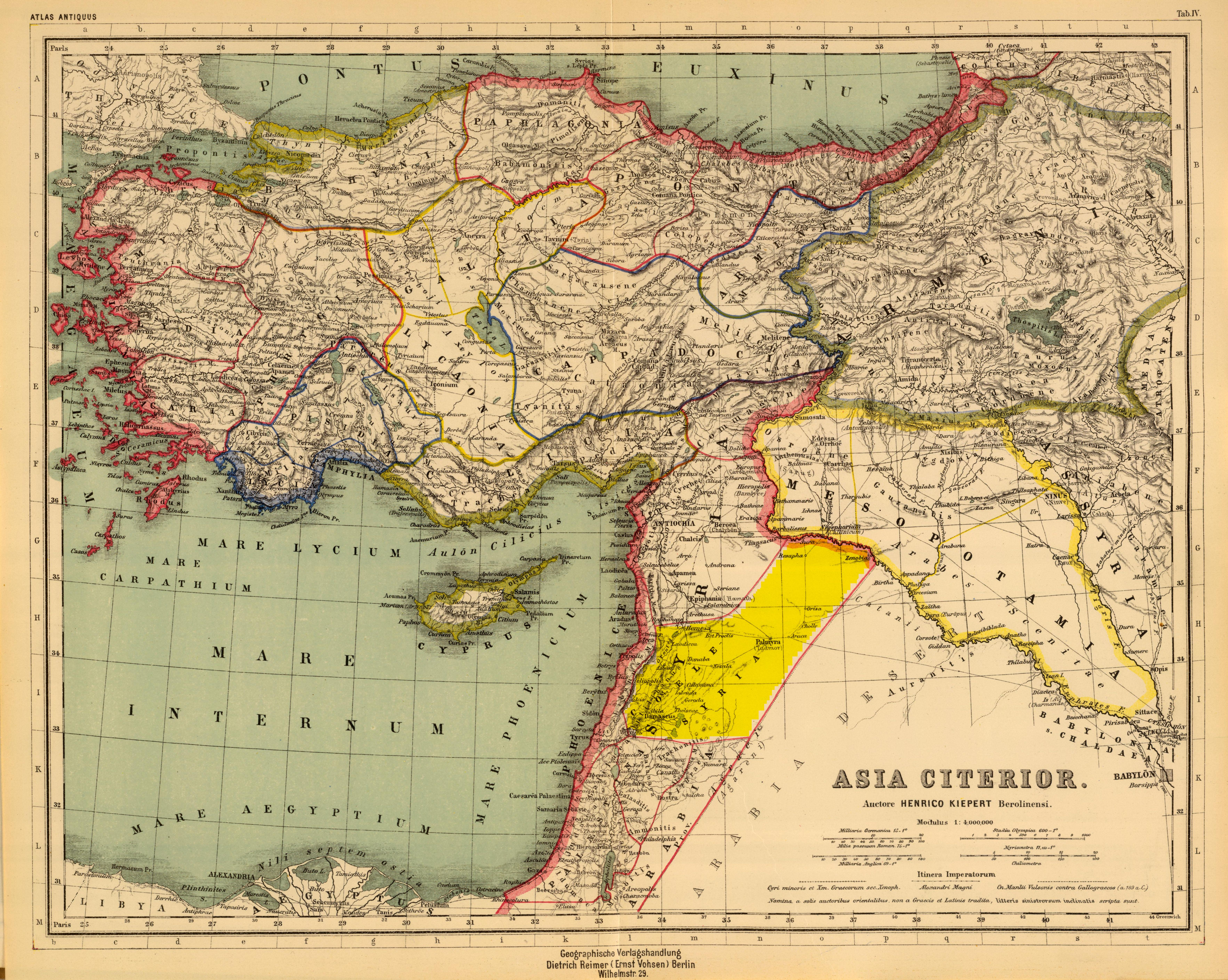
Mapa označující Malou Asii, Kypr, severní Mezopotámii, Arménii a Levantu. Koile Sýrie je označena žlutě.

Území Koile Sýrie, stejně jako Egypta a Persie, bylo ovládnuto za Alexandra Velikého Makedonskou říší. Ve válkách diadochů, k nimž došlo po Alexandrově smrti (a rozpadu Makedonské říše), se Koile Sýrie dostala nejprve pod vládu jednoho z diadochů, Antigona I. Monofthalmose (Jednookého). V roce 301 př. n. l. jiný Alexandrův generál Ptolemaios I. Sótér (který se před čtyřmi lety nechal korunovat egyptským králem a založil říši zvanou Ptolemaiovský Egypt) využil událostí kolem bitvy u Ipsu (rozhodující bitva války diadochů, v níž byl Antigonos poražen třemi dalších diadochy) a převzal kontrolu nad touto oblastí. Vítězové bitvy u Ipsu však přidělili Koile Sýrii jednomu z tří členů vítězné koalice: Seleuku I. Níkátórovi, který si založil vlastní říši, na historickém území Persie a Babylonie, zvanou Seleukovská. Seleukos, kterému Ptolemaios kdysi pomáhal při nástupu k moci, si konflikt se starým přítelem nepřál a nepodnikl žádné vojenské kroky, aby spornou oblast získal. Jakmile však oba vládci zemřeli, jejich nástupci se kvůli ní zapletli do dlouhé série válek. (Ptolemaios zamřel v roce 283 př. n. l. z přirozených příčin, jako jediný z diadochů; Seleukos byl v roce 280 př. n. l. zavražděn).                                                                                         

## Války

### První syrská válka
První syrská válka probíhala v letech 274–271 př. n. l. Střetl se v ní egyptský vládce Ptolemaios II. Filadelfos a seleukovský král Antiochos I. Sótér. Ptolemaios se ukázal jako šikovný generál a politik. Svatbou s vlastní sestrou Arsinoé II., královnou Thrákie, upevnil egyptský trůn a získal prostředky. Navíc Arsinoe podle všeho byla i zdatná vojevůdkyně a pravděpodobně řídila některé vojenské operace. Poté využil toho, že Seleukovci jsou zaneprázdněni bojem s Galy a obsadil Sýrii včetně Damašku. Seleukovci sice Damašek vybojovali zpět, porazili i Galy (právě za boj s nimi si vysloužil Antiochos přízvisko Sotér - Spasitel) a vstoupili do Egypta, kde se nakonec probili až k Alexandrii, sídlu ptolemaiovských vládců. Avšak Ptolemaios a Arsinoe, využívající především svou silnou flotilu, dokázali odpovědět protiútokem, při němž rozšířili ptolemaiovskou vládu až do Kárie (jižní cíp Malé Asie) a do většiny Kilíkie (jih Malé Asie).

### Druhá syrská válka
Druhá syrská válka probíhala v letech 260–253 př. n. l. Také tentokrát zaútočili Seleukovci, konkrétně syn Antiocha I. Sotéra, Antiochos II. Theos. Dosáhl dohody s makedonským králem Antigonem II. Gonatásem, který měl rovněž zájem vytlačit Ptolemaia II. od Egejského moře. S podporou Makedonie tak zahájil Antiochos II. útok na ptolemaiovské základny v Asii. Antigonova makedonská flotila porazila Ptolemaia II. v bitvě u Kósu roku 261 př. n. l. Egypťané pak ztratily řadu území v Malé Asii - Kilíkii, Pamfýlii a Iónii na úkor Makedonců, zatímco Antiochos II. jim v souběžně vedeném útoku odňal Milét a Efez. Makedonci se však z bojů stáhli, když v roce 253 př. n. l. museli čelit vzpourám v Korintu a Chalkisu (které dost možná podnítil Ptolemaios) a útokům na svou severní hranici. Konflikt Egypťanů a Seleukovců pak skončil smírem stvrzeným sňatkem Antiocha II. s dcerou Ptolemaia II. Bereniké. Kvůli sňatku Seleukovec zapudil svou první manželku Laodiku I.

### Třetí syrská válka
Třetí syrská válka (246–241 př. n. l.), známá také jako laodicejská, začala nástupnickou krizí v Seleukovské říši po smrti Antiocha II. Jak zavržená manželka Laodika, tak Bereniké chtěli protlačit své syny na trůn. Bereniké požádala svého bratra Ptolemaia III. Euergetéta, nového krále Egypta, aby jí přišel ve sporu na pomoc. Než však Ptolemaios III. přijel, byli Bereniké a její syn zavražděni. Ptolemaios pak jejich smrt pomstil vyhlášením války nově korunovanému králi Seleukovi II. Kallinikovi. Na válečném poli se pak Egypťanům, i díky spartskému generálovi Xanthippovi z Kartága, dařilo. Podle nedávných výzkumů snad dobyli i Babylon. Do války zasáhli znovu Makedonci, jimž Egypťané museli kvůli tomu odevzdat Kyklady (po námořní bitvě u Andru roku 246 př. n. l.), avšak Seleukovský panovník nebyl schopen efektivní obrany, zvlášť když mu situaci komplikovala jeho dominantní matka, která žádala, aby část vlády přepustil svému bratru Antiochovi Hieraxovi. Když Seleuk II. vyhověl a svěřil bratrovi Anatolii, ten tam ihned vyhlásil nezávislost a podkopal jakékoli šance Seleuka ve válce s Ptolemaiem. Seleukos tak raději vyjednal nevýhodný mír a odevzdal Egyptu přístav Antiochie (dnes Antakya). Ptolemaiovské království se tak octlo na vrcholu své moci. Seleukovská říše se naopak propadla do zmatku - brzy se vzbouřily provincie Parthie, Baktrie, Médie a Persis.

### Čtvrtá syrská válka

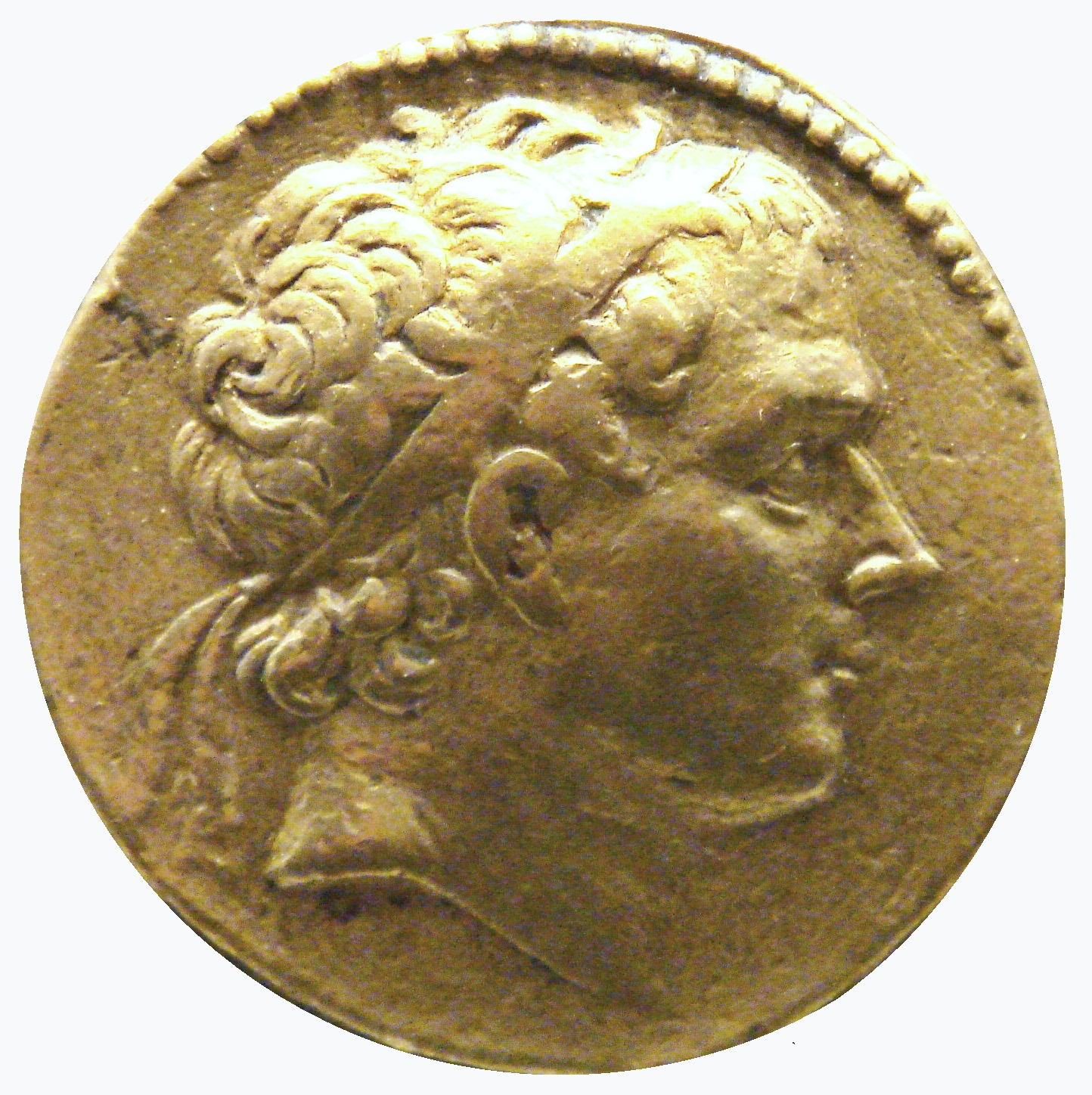
Antiochos III. Megás

Poté, co seleukovský trůn v roce 223 př. n. l. převzal Antiochos III. Megás, vytyčil si cíl obnovit slávu a sílu své říše. V roce 221 př. n. l. obnovil kontrolu nad Médií a Persií (později se mu to povedlo i v Parthii a Baktrii). Neodolal však také splatit staré účty a pokusil se vzít si i Sýrii. Zdálo se, že situace je velmi příhodná. Egypt byl oslaben dvorskými intrikami a nepokoji. Vláda nově zvoleného krále Ptolemaia IV. Filopatóra začala vraždou královny matky Bereniké II., po níž se mladý a v zábavách se vyžívající král rychle dostal pod absolutní kontrolu několika vlivných dvořanů, což v celé zemi vyvolávalo neklid. Antiochos III. Megás zahájil čtvrtou syrskou válku v roce 219 př. n. l. Znovu získal Antiochii a také města ve Fénicii, mezi nimi i Týr (dnes na území Libanonu). Neprovedl ale poté invazi do Egypta, obezřetně se opevnil ve Fénicii a čekal na kroky Egypťanů. Iniciativy se na egyptském dvoře ujal ministr Sosibius, který naverboval velkou armádu. Poprvé v historii Ptolemaiovského Egypta se neskládala jen z Helénů, ale Sosibius ji nafoukl třiceti tisíci domorodců. Z krátkodobého hlediska to byl geniální strategický tah. V létě 217 př. n. l. Egypťané porazili Seleukovce v obrovské bitvě u Rafie. Ptolemaios IV. Filopatór tak až do konce vlády udržel syrské území, nicméně podle všeho promarnil příležitost po vítězné bitvě vpadnout do Persie a dokonce odmítl znovu dobývat i Antiochii. Válka měla pro Egypt i další nepříjemný důsledek. Mezi domorodými Egypťany bojujícími u Rafie se zdvihl nacionalistický sentiment. Sebevědomí a dobře vyškolení v boji se odtrhli od Ptolemaiovského království a vyhlásili roku 202 př. n. l. v Horním Egyptě vlastní království. Tato tzv. egyptská vzpoura byla potlačena až roku 185 př. n. l.

### Pátá syrská válka
Po smrti Ptolemaia IV. roku 204 př. n. l. se v Egyptě rozpoutal boj o regentství, při nezletilosti nástupce Ptolemaia V. Epifana. Konflikt začal vraždou manželky mrtvého krále Arsinoe III., kterou spáchali ministři Agotoklés a Sosibius. Osud Sosibia je nejasný, možná byl odstraněn Agotoklém, který prokazatelně regentství chvíli držel, než byl zlynčován a ubit k smrti rozlíceným alexandrijským davem. Regentství pak přecházelo z jednoho ministra na druhého a království se ocitlo v takřka úplném rozvratu. Antiochos III. Megás, který se při nerozhodnosti Ptolemaia IV. udržel u moci, se rozhodl využít tohoto zmatku v Egyptě a uspořádal druhou invazi do Koile Sýrie. Přesvědčil Filipa V. Makedonského, aby se k němu připojil a vtrhl do Malé Asii (což posléze vedlo, shodou okolností, ke druhé makedonské válce mezi Makedonií a Římany). Antiochos zahájil pátou syrskou válku roku 202 př. n. l. a rychle postupoval kupředu. V bitvě u Pania, nedaleko řeky Jordán, uštědřil Egypťanům rozhodující úder, po němž získal důležitý přístav Sidón. Sýrii dobyl v roce 198 př. n. l. a pokračoval útokem na Kilíkii a Kárii. Ptolemaios V., když se konečně propracoval k moci, musel učinit bolestný kompromis - aby se mohl plně věnovat potlačení domorodé vzpoury, podepsal v roce 195 př. n. l. s Antiochem III. mírovou smlouvu, v níž se zřekl Sýrie a souhlasil s tím, že si vezme Antiochovu dceru Kleopatru I. Pátá syrská válka tak byla první, ve které se Seleukovci dočkali triumfu a získali konečně Koile Sýrii.

### Šestá syrská válka

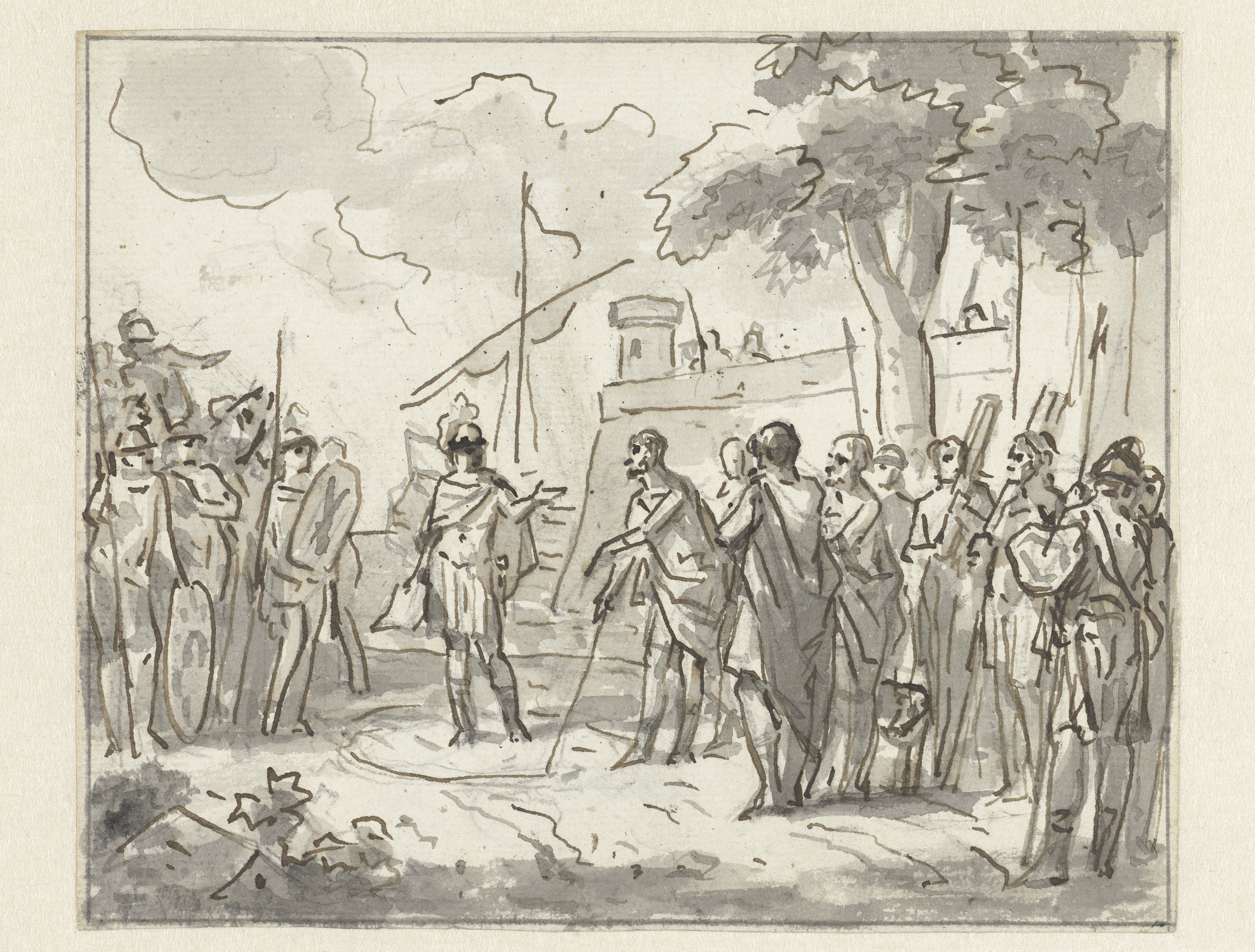
Gaius Popillius Laenas dělá pověstný kruh kolem Antiocha IV.

Příčiny šesté syrské války (170–168 př. n. l.) jsou nejasné. Ví se jen, že roku 170 př. n. l. dva egyptští regenti Eulaeus a Lenaeus (v zastoupení nezletilého krále Ptolemaia VI. Filométora) vyhlásili válku seleukovskému vládci Antiochovi IV. Epifanovi. V témže roce byli Ptolemaiovi mladší sourozenci Ptolemaios VIII. Euergetés II. a Kleopatra II. prohlášeni za spoluvládce, aby byla podpořena jednota Egypta a upevněn vratký trůn. Vojenské operace začaly až v roce 169. Antiochos IV. rychle získal převahu a zmocnil se důležitého strategického města Pelusium. Egypťané si uvědomili, že zahájit válku nepřipraveni bylo obrovskou chybou a Eulaeus a Lenaeus byli svrženi. Nahradili je dva noví regenti Komanes a Kineas. Ti vyslali k Antiochovi IV. posli, aby vyjednali mírovou smlouvu. Antiochos IV. se však rozhodl místo toho začít ovlivňovat vnitřní poměry v Egyptě. Prohlásil se opatrovníkem Ptolemaia VI. Filométora (byl to jeho synovec) a vzkázal, nechť je mu okamžitě předána vláda. To však bylo nepřijatelné pro obyvatele Alexandrie, kteří odpověděli prohlášením Ptolemaia VIII. za jediného krále. Antiochos oblehl Alexandrii, ale nebyl schopen ji dobýt, takže na konci roku 169 svoji armádu stáhl. Ptolemaios VI. se poté s bratrem Ptolemaiem VIII. smířil, což však Antiocha rozdráždilo ještě více a Alexandrii znovu oblehl. Egypťané poslali žádost o pomoc do Říma. Římský senát vyslal jen malou jednotku vedenou Gaiem Popiliem Laenasem (mj. dávným Antiochovým přítelem). Atiochos a Popilius se setkali kousek od Alexandrie. Popilius přečetl Antiochovi ultimátum senátu. Ten požádal Popilia, aby mohl dokument probrat se svými společníky. Popilius však místo toho nakreslil svou holí kolem krále kruh a zakázal mu z něj vystoupit, dokud na usnesení senátu neodpoví. Antiochos, který si zjevně konflikt se stále mocnějším Římem nepřál, nakonec souhlasil se všemi římskými požadavky. Uzavřel s Ptolemaiem mír, s vojskem ustoupil zpět do Sýrie a dokonce vyklidil i Kypr, který nedlouho předtím na Egypťanech dobyl.
Egypťané tak sice v poslední syrské válce relativně zvítězili, ale vtáhli do oblasti mocný Řím, který je brzy ovládl a ze suverénní říše udělal svého vazala. Seleukovci na tom byli ještě hůře. Krátce po porážce v šesté syrské válce zcela ztratili kontrolu nad východními provinciemi, čehož využili Parthové vedeni Mithradatem I. z dynastie Arsakovců k postupnému obsazení celé Persie. Vznikla tak Parthská říše, která nakonec říši Seleukovců rovněž pohltila.